# Kang-i Sun Chang
Kang-i Sun Chang (nascida Sun K'ang-i, chinês tradicional: 孫康宜; 21 de fevereiro de 1944) é uma sinóloga estadunidense nascida na China. É estudiosa da literatura clássica chinesa e foi a primeira professora de Malcolm G. Chace de Línguas e Literaturas do Leste Asiático na Universidade de Yale. Nasceu em Pequim em 1944 e se mudou para Taiwan com sua família em 1946. Seu pai foi preso pelo Partido Nacionalista Chinês durante o período do Terror Branco em Taiwan e ficou na prisão por dez anos. Formou-se em literatura inglesa na Universidade de Tunghai em Taiwan e depois se mudou para os Estados Unidos, onde obteve seu doutorado em literatura chinesa clássica na Universidade de Princeton em 1978. Ela tem interesse em estudos comparativos de poesia, crítica literária, estudos de gênero e teoria / estética cultural. Publicou vários livros e artigos sobre poesia chinesa, escritoras chinesas, caligrafia chinesa e cultura chinesa.
Recebeu o prêmio de Bolsa de Estudos Distinta (administrado pelo News Bureau, Ministério da Educação, Taiwan) em novembro de 1997, por um livro em chinês, Leituras Feministas: Perspectivas Clássicas e Modernas (1998).